# Hrîpivka, Horodnea
Hrîpivka (în ucraineană Хрипівка) este localitatea de reședință a comunei Hrîpivka din raionul Horodnea, regiunea Cernihiv, Ucraina.

## Demografie
Componența lingvistică a localității Hrîpivka
     Ucraineană (94,4%)
     Rusă (4,74%)
     Alte limbi (0,72%)
Conform recensământului din 2001, majoritatea populației localității Hrîpivka era vorbitoare de ucraineană (94,4%), existând în minoritate și vorbitori de rusă (4,74%).